# Basikunu
Basikunu (arab. باسكنو, fr. Bassikounou) – miasto w południowo-wschodniej Mauretanii, w regionie Haud asz-Szarki. Według danych na rok 2013 liczyło 9897 mieszkańców.